# František Neumann

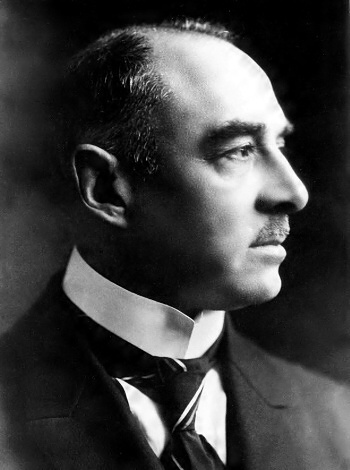
František Neumann

František Neumann (deutsch auch Franz Neumann, * 16. Juni 1874 in Přerov, Österreich-Ungarn; † 25. Februar 1929 in Brünn) war ein tschechischer Komponist, Dirigent und Musikpädagoge.
Neumann besuchte von 1888 bis 1891 die Handelsakademie in Chrudim und absolvierte von 1892 bis 1894 eine Metzgerlehre in Wien. Ab 1896 studierte er am Leipziger Konservatorium. Er arbeitete dann als Dirigent und Korrepetitor u. a. in Karlsruhe, Hamburg, Regensburg, Liberec, Teplice, und Frankfurt am Main. Seit 1919 leitete er das Tschechische Nationaltheater in Brünn, das unter seiner Leitung zu einem Haus von internationalem Rang wurde. U. a. leitete er hier die Uraufführungen von Leoš Janáčeks Opern Das schlaue Füchslein (1924) und von Die Sache Makropulos (1926).
Den Mährischen Komponistenverband leitete Neumann ab 1922 als stellvertretender Präsident, ab 1928 als Präsident. Daneben unterrichtete am Konservatorium von Brünn. Zu seinen Schülern zählten Zdeněk Chalabala, Břetislav Bakala, Emanuel Kaláb und Emanuel Punčochář. Als Komponist trat Neumann mit elf Opern, zwei Balletten, zwei Kantaten und weiteren Werken hervor.